# Aprilie 1989
Acest articol este generat integral pe baza informațiilor din articolul 1989 și este actualizat periodic de un robot.
 Editările făcute în articol vor fi șterse la următoarea actualizare! Dacă doriți să faceți modificări, editați articolul-sursă.

ianuarie -
februarie -
martie -
aprilie -
mai -
iunie -
iulie -
august -
septembrie -
octombrie -
noiembrie -
decembrie
Aprilie 1989 a fost a patra lună a anului și a început într-o zi de sâmbătă.

## Evenimente
- 7 aprilie: Submarinul sovietic K-278 Komsomolets s-a scufundat în Marea Barents, unde au decedat 41 de persoane.
- 28 aprilie: S-a nascut Aron Musui

## Nașteri
- 1 aprilie: Olimpiu Bucur, fotbalist român (atacant)
- 1 aprilie: Nikola Tolimir, fotbalist sloven
- 3 aprilie: Iveta Luzumová, handbalistă cehă
- 4 aprilie: Luiz Razia (Luiz Tadeu Razia Filho), pilot brazilian de Formula 1
- 5 aprilie: Yémi Apithy, scrimer beninez
- 5 aprilie: Lily James (n. Lily Chloe Ninette Thomson), actriță britanică de film și TV
- 7 aprilie: Vlad Alexandru Achim, fotbalist român
- 8 aprilie: Deivydas Matulevičius, fotbalist lituanian (atacant)
- 10 aprilie: Linas Klimavičius, fotbalist lituanian
- 12 aprilie: Antonia (n. Antonia Clara Iacobescu), fotomodel și cântăreață română
- 12 aprilie: Sadat Bukari, fotbalist ghanez (atacant)
- 12 aprilie: Timo Gebhart, fotbalist german
- 12 aprilie: Antonia Clara Iacobescu, cântăreață și compozitoare din România
- 14 aprilie: Alexandru Iacob, fotbalist român
- 14 aprilie: Luis Hernández Rodríguez, fotbalist spaniol
- 15 aprilie: Jean-Marie Landry Asmin Amani, fotbalist francez
- 15 aprilie: Elizabeta Samara, jucătoare română de tenis de masă
- 16 aprilie: Daniel Parejo Muñoz, fotbalist spaniol
- 17 aprilie: Martina Batini, scrimeră italiană
- 17 aprilie: Wesley Koolhof, jucător de tenis olandez
- 19 aprilie: Marko Arnautović, fotbalist austriac (atacant)
- 19 aprilie: Florian Rus, cântăreț și compozitor român
- 21 aprilie: Sorin Constantin Ciobanu, fotbalist român
- 22 aprilie: Jasper Cillessen, fotbalist neerlandez (portar)
- 22 aprilie: Louis Antoine Smith, sportiv britanic (gimnastică artistică)
- 27 aprilie: Lars Bender, fotbalist german
- 27 aprilie: Sven Bender, fotbalist german
- 27 aprilie: Gu Bon-gil, scrimer sud-coreean
- 28 aprilie: Erik Dahlin, fotbalist suedez (portar)
- 29 aprilie: Domagoj Vida, fotbalist croat
- 29 aprilie: Sophie Charlotte, actriță braziliană
- 29 aprilie: Candace Owens, politiciană americană

## Decese
Nikolaus Berwanger, 53 ani, scriitor român de limbă germană (n. 1935)
Tudor Vornicu, jurnalist TV, realizator și director de emisiuni TV român (n. 1926)
Karel Zeman, 78 ani, regizor, desenator și realizator ceh, filme de animație (n. 1910)
Tufton Beamish, 72 ani, politician britanic (n. 1917)
Sugar Ray Robinson (n. Walker Smith Jr.), 67 ani, boxer american (n. 1921)
Katia Granoff, 92 ani, poetă franceză (n. 1896)
Daphne du Maurier, 81 ani, scriitoare britanică (n. 1907)
Matei Balș, medic român (n. 1905)
Uichiro Hatta, 85 ani, fotbalist japonez (n. 1903)
Doru Davidovici, 43 ani, aviator și scriitor român (n. 1945)
György Kulin, 84 ani, astronom maghiar (n. 1905)
Lucille Ball, actriță americană (n. 1911)
Konosuke Matsushita, fondator al Panasonic (n. 1894)
Sergio Leone, 60 ani, regizor de film, scenarist și producător italian (n. 1929)